# A sud del confine, a ovest del sole
A sud del confine, a ovest del sole (国境の南、太陽の西?, Kokkyō no minami, taiyō no nishi) è un romanzo del 1992 di Haruki Murakami.

## Trama
Hajime, figlio unico, si sente un'eccezione nelle famiglie del Giappone del secondo dopoguerra. Fino a che incontra la piccola compagna di scuola, Shimamoto. Un salto tre decenni dopo: Hajime ha due jazz bar nel quartiere di Aoyama, Tokyo, ed una famiglia felice in una vita che non sente sua. Il ricordo del tempo perduto capovolgerà il suo mondo.
Murakami evoca nella narrazione in prima persona la musica come spazio intimo di scambio fra i protagonisti, dove il sorriso con cui Shimamoto ricopre la sua fragilità si fonde con un vinile di Nat King Cole. Le parole inglesi sono puro suono alle orecchie dei due compagni delle elementari. Quando da adulti quelle parole assumeranno significato, il disco non sarà diventato altro che un frammento materiale di passato, più effimero del ricordo. Ma mentre Hajime affronta la propria esistenza, la sua prima fidanzata Izumi rimane imprigionata nel ricordo dell'abbandono.

## Edizioni
- Haruki Murakami, A sud del confine, a ovest del sole, traduzione di Mimma de Petra, collana I Canguri, Feltrinelli, 2000,  p. 210, ISBN 88-07-70119-7.

- Haruki Murakami, A sud del confine, a ovest del sole, traduzione di Mimma de Petra, collana Supercoralli, Einaudi, 2013,  p. 250, ISBN 88-06-20623-0.